# Petra Schovancová
Petra Schovancová (* 3. února 1994 Vyškov) je česká cestovatelka, spisovatelka, ilustrátorka, příležitostná fotografka, finanční copywriterka a digitální nomádka.

## Život
Vystudovala Střední ekonomickou odbornou školu ve Vyškově, od roku 2013 žila v Brně, kde pracovala. Pokud necestuje, žije se svou rodinou v lesní osadě v CHKO Jeseníky.[ujasnit] Ve volném čase se kromě rodiny a cestování příležitostně věnuje fotografování, malování, ježdění na koni a péči o zahradu.

## Kariéra
Na internetu je známá především díky blogu Holka z hor (založeného v roce 2021 pod názvem Deníček holky z hor) a stejnojmenného newsletteru. 
Od roku 2021 psala pro online magazíny články o cestování, bydlení, zahradě a životním stylu. Ilustrovala též sérii domácích kuchařek. 
Od roku 2022 je digitální nomádkou, půl roku tráví v zahraničí. Živí se tvorbou webů, ilustrací, copywritingem a zakázkovou tvorbou osobního brandu. 
Od roku 2024 publikuje i knižně, píše poutavá vyprávění z cest, které podnikla se svým partnerem. 

## Dílo

#### Vydané
- Srí Lanka: Láska na první cestu (2023, vydáno 2024). Hluboký a osobní pohled na tento ostrov s jeho krásami, turistickými atrakcemi, ale i místními lidmi, jejich zvyky a životním stylem, doplněný osobními změnami a dojmy, které autorce tato cesta přinesla.
- Listopadová romance na cestách (2024). Osobní cestopis z Mallorky, Maroka a Tenerife.
- Cestovatelská kuchařka – 25 zemí, 235 receptů. (2027)

#### Připravované
- Milovat jinak - psychologicko erotický román (2026)
- Esterka – pohádka pro děti i dospělé s autorčinými vlastními ilustracemi